# Jorddyngbagge
Jorddyngbagge (Aphodius granarius) är en skalbaggsart som först beskrevs av Carl von Linné 1767.  Jorddyngbagge ingår i släktet Aphodius, och familjen bladhorningar. Enligt den finländska rödlistan är arten nära hotad i Finland. Arten är reproducerande i Sverige. Artens livsmiljö är torra gräsmarker.